# 林耘生
林耘生（1972年—），台灣政治人物，民主進步黨籍，曾任職中華民國第六屆立法委員。

## 經歷
- 中華民國第六屆立法委員
- 李文忠競選南投縣長執行總幹事
- 湯火聖南投縣第二選區立委競選總部副主委
- 2023年蔡培慧南投縣第二選區立委補選競選總部副主委[1]
- 2023年南投縣信賴台灣之友會秘書長[2]

## 外部連結
- 林耕生委員 （页面存档备份，存于）